# Attilio Mariani
Attilio Mariani est un architecte italien du XXe siècle, connu pour ses réalisations dans le domaine de l’urbanisme et de l’architecture moderne en Italie.

## Biographie
Attilio Mariani a étudié l'architecture au Politecnico di Milano, où il a obtenu son diplôme dans les années 1940. Il s'est distingué par son approche fonctionnaliste et son intérêt pour l’urbanisme dans les grandes villes italiennes.

## Œuvres et contributions
Mariani a participé à plusieurs projets majeurs d’urbanisme et d’architecture industrielle en Lombardie. Parmi ses réalisations notables :
- Des projets de logements sociaux à Milan, influencés par le rationalisme italien[2].
- La conception de bâtiments industriels et de bureaux pour le développement économique du nord de l’Italie[3].
- Des études urbanistiques sur l'expansion de Milan dans la seconde moitié du XXe siècle[4].

## Influence et reconnaissance
Mariani a contribué à l’évolution de l’architecture moderne italienne, en s’intéressant particulièrement à l'intégration des espaces urbains et industriels. Son travail a été publié dans plusieurs revues d'architecture et d’urbanisme.